# 福田美姫
福田 美姫（ふくだ みき、2005年6月30日 - ）は、日本の子役。神奈川県出身。身長168 cm。スターダストプロモーション所属。

## 人物
- 以前はシーアンドティー（キャロット）[3]、モンドラナエンタテインメント[4]に所属していた。
- 特技はモダンバレエ[1][2]。

## 出演

### テレビドラマ
- 東野圭吾ミステリーズ（2012年7月5日 - 9月20日、フジテレビ）第4話「レイコと玲子」 - 浅野葉子（幼少期） 役
- パーフェクト・ブルー（2012年10月8日 - 12月17日、TBS）第5話 - 君に捧げたいヒロイン 役
- REPLAY & DESTROY（2015年5月25日・6月1日、MBS・TBS）第5・6話 - 片山史香の娘 役

### その他のテレビ番組
- いないいないばあっ!（2007年4月 - 9月、NHK教育）
- みいつけた!（2011年4月 - 、NHK Eテレ）イスの体操 すわるぞう
- それいけ!アンパンマンくらぶ（2011年、BS日テレ）
- リカちゃんハッピースクール（2011年、キッズステーション）
- リカちゃんハッピー×2スクール（2012年、キッズステーション）
- リカちゃんハッピー×3スクール（2012年、キッズステーション）
- ワラッチャオ!（2013年 - 2015年3月、NHK BSプレミアム）

### 映画
- 「無垢の祈り」（2016年、亀井亨監督）- フミ 役[5]

### 舞台
- ハインリッヒ・シーボルト没後115年記念公演「シーボルト父子伝〜蒼い目のサムライ〜受け継ぐ者達」（2024年8月8日 - 11日、博品館劇場）[6]

### CM
- 農林水産省 日本食・日本食材海外発信事業 「フルーツ」篇（2009年）
- P&G ファブリーズミストラル シンデレラタイム篇（2010年）
- スズキ ワゴンR みんながYES!篇（2011年）
- ジョンソン 洗濯槽カビキラー（2011年 - 2014年）
- カルピス やってみようの歌・お楽しみ会篇（2011年）
- ニベア花王 ニベアクリーム 一生の素肌に篇（2011年 - ）
- ジブラルタ生命（2012年）
- マクドナルド ハッピーセットジュエルペット篇（2012年）
- イオン 母の日ギフトサラダ篇（2012年）
- 伊藤ハム 朝のフレッシュシリーズ（2012年 - 2013年）
  - モーニングプレート篇
  - 秋のボーナスキャンペーン告知篇
- 明治（旧明治乳業、明治製菓）マーブルチョコレート マーブルドリーム篇（2012年 - ）
- 東京建物（2012年）
- Google タブレット Nexus 7 Waiting（2012年 - 2013年）
- マクドナルド ハッピーセット 怪盗グルーのミニオン危機一発「ミニオン語!?」篇（2013年）
- ポッカサッポロフード&ビバレッジ リボンナポリン（2015年）
- 味の素 Cook Do おかずごはん アジアン鶏飯（2015年）

### スチール
- ピープル「おもちゃのお家」
- ティンカーベル (ファッションブランド) 2010秋冬カタログ
- イオン　学習机
- ウィルコム カタログ
- ベイシア
- ABCハウジング

### VP
- コールマン「愛情も友情も大空の下で編」（2012年）

### 雑誌
- 小学館「小学二年生」（2013年1月号）